# Flodigarry
Flodigarry est un village du council area d'Highland sur l'île de Skye en Écosse. Il se situe sur la péninsule de Trotternish.